# Дачева, Деляна
Деля́на Да́чева (болг. Деляна Дачева; 25 февраля 1982, Пловдив) — болгарская гребчиха-байдарочница, выступала за сборную Болгарии в первой половине 2000-х годов. Участница летних Олимпийских игр в Афинах, обладательница серебряной и бронзовой медалей чемпионатов мира, бронзовая призёрша чемпионата Европы, победительница многих регат национального и международного значения. Также известна как тренер по гребле на байдарках и каноэ.

## Биография
Деляна Дачева родилась 25 февраля 1982 года в городе Пловдиве. Активно заниматься греблей начала с раннего детства, проходила подготовку в местной гребной секции, позже состояла в пловдивском спортивном клубе «Тракия».
Первого серьёзного успеха на взрослом международном уровне добилась в 2002 году, когда попала в основной состав болгарской национальной сборной и побывала на чемпионате мира в испанской Севилье, откуда привезла награду бронзового достоинства, выигранную вместе с напарницей Бонкой Пинджевой в зачёте двухместных байдарок на дистанции 200 метров — лучше финишировали только экипажи из Испании и Польши. Год спустя выступила на мировом первенстве в американском Гейнсвилле, где с той же Пинджевой стала серебряной призёршей в двойках на пятистах метрах — на финише их обошёл венгерский экипаж Сильвии Сабо и Кинги Боты.
В 2004 году Дачева завоевала бронзовую медаль на чемпионате Европы в польской Познани, заняв третье место в зачёте байдарок-двоек на дистанции 1000 метров. Благодаря череде удачных выступлений удостоилась права защищать честь страны на летних Олимпийских играх в Афинах — вместе с Бонкой Пинджевой стартовала в двойках на пятистах метрах, сумела дойти до финальной стадии, однако в решающем заезде финишировала лишь шестой, немного не дотянув до призовых позиций. Вскоре по окончании этих соревнований приняла решение завершить карьеру профессиональной спортсменки, уступив место в сборной молодым болгарским гребчихам.
Впоследствии в период 2008—2009 годов работала тренером по гребле на байдарках в женской национальной сборной США, в частности, руководила американской командой на чемпионате мира 2009 года в канадском Дартмуте. Позже вышла замуж, ныне проживает в Соединённых Штатах, известна под двойной фамилией Дачева-Андонов.